# Trélou-sur-Marne
Trélou-sur-Marne és un municipi francès situat al departament de l'Aisne i a la regió dels Alts de França. L'any 2007 tenia 945 habitants.

## Demografia

### Població
El 2007 la població de fet de Trélou-sur-Marne era de 945 persones. Hi havia 396 famílies de les quals 105 eren unipersonals (32 homes vivint sols i 73 dones vivint soles), 142 parelles sense fills, 121 parelles amb fills i 28 famílies monoparentals amb fills.
La població ha evolucionat segons el següent gràfic:
Habitants censats

### Habitatges
El 2007 hi havia 504 habitatges, 394 eren l'habitatge principal de la família, 56 eren segones residències i 55 estaven desocupats. 484 eren cases i 17 eren apartaments. Dels 394 habitatges principals, 326 estaven ocupats pels seus propietaris, 52 estaven llogats i ocupats pels llogaters i 17 estaven cedits a títol gratuït; 2 tenien una cambra, 11 en tenien dues, 56 en tenien tres, 89 en tenien quatre i 237 en tenien cinc o més. 295 habitatges disposaven pel capbaix d'una plaça de pàrquing. A 190 habitatges hi havia un automòbil i a 159 n'hi havia dos o més.

### Piràmide de població
La piràmide de població per edats i sexe el 2009 era:
| Homes | Edats   | Dones |
| ----- | ------- | ----- |
| 0     | 95 o +  | 0     |
| 4     | 90 a 94 | 0     |
| 8     | 85 a 89 | 4     |
| 12    | 80 a 84 | 16    |
| 16    | 75 a 79 | 36    |
| 20    | 70 a 74 | 44    |
| 20    | 65 a 69 | 24    |
| 4     | 60 a 64 | 24    |
| 12    | 55 a 59 | 8     |
| 44    | 50 a 54 | 32    |
| 40    | 45 a 49 | 32    |
| 36    | 40 a 44 | 40    |
| 32    | 35 a 39 | 20    |
| 12    | 30 a 34 | 36    |
| 36    | 25 a 29 | 44    |
| 40    | 20 a 24 | 4     |
| 32    | 15 a 19 | 20    |
| 28    | 10 a 14 | 28    |
| 24    | 5 a 9   | 8     |
| 24    | 0 a 4   | 24    |

## Economia
El 2007 la població en edat de treballar era de 616 persones, 475 eren actives i 141 eren inactives. De les 475 persones actives 446 estaven ocupades (246 homes i 200 dones) i 29 estaven aturades (13 homes i 16 dones). De les 141 persones inactives 59 estaven jubilades, 34 estaven estudiant i 48 estaven classificades com a «altres inactius».

### Ingressos
El 2009 a Trélou-sur-Marne hi havia 416 unitats fiscals que integraven 983,5 persones, la mediana anual d'ingressos fiscals per persona era de 21.299 €.

### Activitats econòmiques
Dels 21 establiments que hi havia el 2007, 6 eren d'empreses alimentàries, 1 d'una empresa de fabricació d'altres productes industrials, 4 d'empreses de construcció, 4 d'empreses de comerç i reparació d'automòbils, 1 d'una empresa d'hostatgeria i restauració, 3 d'empreses de serveis i 2 d'empreses classificades com a «altres activitats de serveis».
Dels 6 establiments de servei als particulars que hi havia el 2009, 1 era un taller de reparació d'automòbils i de material agrícola, 1 paleta, 2 lampisteries, 1 electricista i 1 perruqueria.
Dels 2 establiments comercials que hi havia el 2009, 1 era una botiga de menys de 120 m² i 1 una llibreria.
L'any 2000 a Trélou-sur-Marne hi havia 119 explotacions agrícoles que ocupaven un total de 553 hectàrees.

## Equipaments sanitaris i escolars
El 2009 hi havia una escola elemental.

## Poblacions més properes
El següent diagrama mostra les poblacions més properes.